# 飯豊まりえ
飯豊 まりえ（いいとよ まりえ、1998年1月5日 - ）は、日本のファッションモデル、女優、グラビアモデル。本名（結婚前）および旧芸名、飯豊 万理江（読み同じ）。
千葉県千葉市出身。エイベックス・マネジメント・エージェンシー所属。夫は俳優の高橋一生。

## 略歴

### モデルとして
2008年7月、alan「合唱 [懐かしい未来 〜longing future〜]」でバック・コーラスを務めてプロモーションビデオに出演する。
2008年10月12日、「avex kids×ニコ☆プチ公開モデルオーディション」で応募総数約800人から選出されてグランプリを受賞する。『ニコ☆プチ』（新潮社）2009年4月号で誌面に掲載され、8月号で表紙に採用される。2011年2月に芸名を飯豊まりえに改名。
2011年6月号で『ニコ☆プチ』専属モデルを終了すると同時に姉妹雑誌『nicola』（新潮社）へ移籍して専属モデルとなった。同年7月号で海外ロケーション撮影（ロケ）に初めて参加し、9月にベストジーニスト2012の一般新人部門第1回予選に参加して一般投票で第1位となるも、2012年予定の決勝戦で受賞しなかった。2012年6月（7月号）で初めて『nicola』の表紙に採用される。9月号で藤麻理亜、田中若葉、中川可菜と新ユニット「ニコラ盛り上げ隊」を結成して「NEXTニコモユニット総選挙!」に参加する。11月号で、同企画の人気発表で1位になったと発表して読者からユニット名を募集し、12月号でユニット名を「TiFN★」と決定した。2013年7月号で2度目の海外ロケに参加した。2013年は表紙に9回採用され、2014年1月号は単独で表紙に採用された。2014年5月号で『nicola』専属を終了した。表紙掲載回数は12回（うち単独回数1回）であった。
2014年8月1日発売『Seventeen』（集英社）9月号から専属モデルとなることを7月1日にブログで綴った。2018年、20歳の誕生日に初写真集『NO GAZPACHO』が発売された。2018年6月1日発売『Seventeen』7月号で専属モデルを終了した。2018年6月28日発売『Oggi』（小学館）8月号からレギュラーモデルとなり、3月28日発売の2019年5月号から専属モデルとなる。

### 女優として
2012年4月放送『世にも奇妙な物語 '12春の特別編』（フジテレビ系）で、初めて女優として演技する。2013年の特撮番組『獣電戦隊キョウリュウジャー』（テレビ朝日系）第21話から、弥生ウルシェード / キョウリュウバイオレット役として出演。2014年に『S -最後の警官-』（TBS系）へ出演する。2016年7月に『好きな人がいること』（フジテレビ系）で「月9」枠に初出演する。
初のヒロインを演じた映画は『MARS〜ただ、君を愛してる〜』（2016年）。次いで、2017年の映画『きょうのキラ君』で準主役・ニノを演じる。同年4月公開の初主演映画『暗黒女子』で清水富美加とW主演。2017年7月期は、連ドラ初主演『マジで航海してます。』（TBS系）で武田玲奈とW主演し、航海士を目指す大学生として乗船実習に臨む様子を演じた。2019年『シライサン』で映画初の単独主演。同年の連ドラ『サイン -法医学者 柚木貴志の事件-』では主人公・柚木貴志のパートナーで、新人解剖医の中園景を演じたほか、映画『いなくなれ、群青』でもヒロインを務めた。舞台にも出演し、『タクフェス第7弾「流れ星」』にて魔法使い・マリー役を演じた。バラエティでも活動し、2020年から、AbemaTV『月とオオカミちゃんには騙されない』のMCを務め、現在も横澤夏子らとともに務める。
2020年から続く話題作『岸辺露伴は動かない』シリーズでは、漫画家である露伴の担当編集者として相棒的な存在を務める。翌年『君と世界が終わる日に』、2022年『恋なんて、本気でやってどうするの?』に出演。7月からの連ドラ主演作『オクトー 〜感情捜査官 心野朱梨〜』では、犯人の感情を色で読みとる刑事役に挑戦した。2022年に公開された劇場アニメ『夏へのトンネル、さよならの出口』では鈴鹿央士とW主演している。2023年7月期の『何曜日に生まれたの』（朝日放送テレビ・テレビ朝日系）でプライム帯地上波連続ドラマに初主演。

## 人物
- 一人っ子である[37]。
- 玉城ティナとは高校の同級生で、高校を卒業しての映画共演を目標にしていた。その後実際に、『暗黒女子』で共演した[38]。また西野七瀬とも親交が深く、2021年2月16日深夜のTOKYO FM『TOKYO SPEAKEASY』では、西野が飯豊に送ったバレンタインデーのチョコレートを飯豊が試食する場面もあった[39]。
- 俳優の横浜流星は幼馴染であり友人。横浜は出会った当時の飯豊について「彼女はずっと昔からトップモデルで、キラキラしてまぶしすぎるほどでした。僕は小6から仕事を始めたのですが、それまで会ったことのないようなタイプの人で、『なんだ、この人は？』と思うくらいだったんです。ハッピーオーラとでもいうのかな。彼女がそこにいるだけで、周囲の人まで明るくさせちゃう雰囲気があって、すごい人だと思ったのを覚えています」と振り返っている[40]。
- 学生時代に喫茶店の店主にラジオをもらったのがきっかけでラジオが好きになり、エフエム東京・JFN『TOKYO SPEAKEASY』やJ-WAVE『ACROSS THE SKY』『TUDOR TRAVELLING WITHOUT MOVING』などを聴いている[41]。
- 2018年10月25日放送『アメトーーク!』（テレビ朝日）の企画、『第6回芸人ドラフト会議』にておぎやはぎ・矢作兼がアシスタント枠として第6位で指名した。指名した理由を「出で立ちがおしゃれね。（他に指名したメンバーが関西の芸人ばかりなので）おしゃれな感じにしたいでしょ」とした一方、「これがなんとすごいちゃんと喋れんのね」「アドリブ力もあって」とトーク力を絶賛、また「今後、本当にベッキーとかこじるりとか（のポジション）になっていってもおかしくない」と以後の可能性についても高く評価した[42]。
- 私生活では2024年5月16日、俳優の高橋一生と結婚したことを公式サイトを通じて発表した[6][43][44]。

## 受賞歴
2023年
- 第40回ベストジーニスト 協議会選出部門

## 出演

### テレビドラマ
- 世にも奇妙な物語（フジテレビ）
  - '12春の特別編「家族（仮）」（2012年4月21日） - 少女A（あかり） 役
  - '14春の特別編「空想少女」（2014年4月5日） - 土田恵美 役
  - '17秋の特別編「夜の声」（2017年10月14日） - ユリ 役[46]
- 未来日記-ANOTHER:WORLD- 第2話（2012年4月28日、フジテレビ） - 弓道部員 役
- 花の冠（2012年9月14日、テレビ朝日） - 長谷川千鶴 役
- リセット〜本当のしあわせの見つけ方〜（2012年9月30日、MBS）
- 女と男の熱帯 第4話（2013年2月10日、WOWOW）
- 幽かな彼女（2013年4月9日 - 6月18日、関西テレビ・フジテレビ系） - 矢沢舞 役
- 獣電戦隊キョウリュウジャー 第21話 - 最終話（2013年7月14日 - 2014年2月9日、テレビ朝日） - 弥生ウルシェード / キョウリュウバイオレット 役
- 太陽の罠（2013年11月30日 - 12月21日、NHK総合） - 濱莉奈 役
- S -最後の警官- 第5話（2014年2月9日、TBS） - 加藤由真 役[47]
- あすなろ三三七拍子（2014年7月15日 - 9月9日、フジテレビ） - 藤巻美紀 役[48]
- 学校のカイダン（2015年1月10日 - 3月14日、日本テレビ） - 伊吹玲奈 役[49]
- アルジャーノンに花束を 第6話 - 最終話（2015年5月15日 - 6月12日、TBS） - 白鳥花蓮 役[50]
- 連続テレビ小説（NHK総合）
  - まれ 第133回 - 最終回（2015年8月31日 - 9月26日） - 沢沙耶 役[51]
  - ちむどんどん（2022年5月31日 - 7月15日） - 大野愛 役[52][53]
- あの日見た花の名前を僕達はまだ知らない。（2015年9月21日、フジテレビ） - 鶴見知利子（つるこ） 役[54]
- 信長協奏曲 第1話（2014年10月13日、フジテレビ） - 亜里沙 役[55]
- 無痛〜診える眼〜 第4回（2015年10月28日、フジテレビ） - 瀬野愛莉 役[56]
- MARS〜ただ、君を愛してる〜（2016年1月24日 - 3月27日、日本テレビ） - ヒロイン・麻生キラ 役[57]
- お迎えデス。 第5話（2016年5月21日、日本テレビ） - 江川利恵 役[58]
- 好きな人がいること（2016年7月11日 - 9月19日、フジテレビ） - 二宮風花 役[18]
- 不便な便利屋 2016 初雪（2016年12月30日、テレビ東京） - ヒロイン・桐谷梢 役[59]
- 嫌われる勇気（フジテレビ） - 間雁道子 役
  - 嫌われる勇気（2017年1月12日 - 3月16日）[60]
  - 道子とキライちゃんの相談室（2017年1月12日 - 2月23日） - スピンオフドラマ 主演[61]
- あなたのことはそれほど 第1話（2017年4月18日、TBS） - エリカ 役[62]
- マジで航海してます。（MBS・TBS） - 主演・坂本真鈴 役（武田玲奈とW主演）
  - マジで航海してます。（2017年7月5日 - 8月2日）[63]
  - マジで航海してます。〜Second Season〜（2018年7月1日 - 8月5日）[64]
- 居酒屋ふじ（2017年7月9日 - 9月24日、テレビ東京） - ヒロイン・鯨井麻衣 役[65]
- 青い鳥なんて（2017年10月22日、フジテレビTWO、第4回「ドラマ甲子園」受賞作） - 主演・麻寺夏恋愛 役[66][67]
- 刑事ゆがみ 第4話（2017年11月2日、フジテレビ） - 飯杉真澄 役[68]
- 石つぶて 〜外務省機密費を暴いた捜査二課の男たち〜（2017年11月5日 - 12月24日、WOWOW） - 矢倉かすみ 役[69]
- ずっと笑ってた（2017年11月26日、日本テレビ[70]） - 高校時代の明石家さんまが片思いする同級生・恭子 役
- ハルさん〜花嫁の父は名探偵!?（2017年12月3日、テレビ朝日） - 春日部風里 役[71]
- ドクターY〜外科医・加地秀樹〜（2017年12月9日、テレビ朝日） - ヒロイン・清水怜子 役[72]
- 電影少女 -VIDEO GIRL AI 2018-（テレビ東京） - 柴原奈々美 役
  - 電影少女 -VIDEO GIRL AI 2018-（2018年1月13日 - 3月4日）[73]
  - 特別編（2019年1月19日）[74]
- 花のち晴れ〜花男 Next Season〜（2018年4月17日 - 6月26日、TBS） - 西留めぐみ（メグリン） 役[75]
- ほんとにあった怖い話 夏の特別編2018「毟り取られた居場所」（2018年8月18日、フジテレビ） - 中川朱音 役
- 太陽を愛したひと ～1964あの日のパラリンピック～（2018年8月22日、NHK総合） - 岸本茜 役
- チア☆ダン 最終話（2018年9月14日、TBS） - 北沢麻友 役 ※特別出演[76]
- 誘拐法廷〜セブンデイズ〜（2018年10月7日、テレビ朝日） - 小滝杏奈 役[77]
- コールドケース2 〜真実の扉〜 第7話（2018年11月24日、WOWOW） - 柊リン 役[78]
- 必殺仕事人2019（2019年3月10日、テレビ朝日） - おたね 役[79]
- 僕が笑うと（2019年3月26日、関西テレビ・フジテレビ系） - 恵美（老婦人の孫） 役[80]
- 週休4日でお願いします（2019年3月29日、NHK総合、第42回創作ドラマ大賞受賞作） - 青木華 役[81]
- 山崎豊子 白い巨塔（2019年5月22日 - 26日、テレビ朝日） - 東佐枝子 役[82]
- 遊戯みたいにいかない。 第7話（2019年5月30日、日本テレビ） - 海名チカ子 役[83]
- サイン -法医学者 柚木貴志の事件-（2019年7月11日 - 9月12日、テレビ朝日） - 中園景 役[25]
- 柳生一族の陰謀（2020年4月11日、NHK BSプレミアム） - ヒロイン・柳生茜 役[84]
- 家政夫のミタゾノ（テレビ朝日） - ヒロイン・霧島舞 役
  - 第4シリーズ（2020年4月24日 - 7月24日）[85]
  - 特別編 今だから、新作つくらせて頂きました（2020年5月20日）[86]
- あのコの夢を見たんです。 第4話「その涙のあたたかさは。」（2020年10月24日、テレビ東京） - ヒロイン・本人 役[87]
- そのご縁、お届けします-メルカリであったほんとの話-（2020年11月4日〈3日深夜〉 - 12月9日〈8日深夜〉、MBS・TBS系） - 主演・黒江陸 役[88]
- 岸辺露伴は動かない（NHK総合） - ヒロイン・泉京香 役
  - 第1シリーズ（2020年12月28日 - 30日）[31][89]
  - 第2シリーズ（2021年12月27日 - 29日）[90]
  - 第3シリーズ（2022年12月26日・27日）[91]
  - 第4シリーズ（2024年5月10日）[92]
- 君と世界が終わる日に（日本テレビ） - 柊木佳奈恵 役
  - 君と世界が終わる日に（2021年1月17日 - 3月21日）[32]
  - 特別編（2022年2月25日、日本テレビ）[93]
- ひねくれ女のボッチ飯（2021年7月2日 - 8月20日、テレビ東京[注 6]） - 主演・川本つぐみ 役[94]
- 怖い絵本 season4「おいで おいで…」（2022年1月7日、NHK Eテレ）[95]
- WOWOWオリジナルドラマ ヒル Season2（2022年4月15日 - 5月13日、WOWOWプライム） - ハコ 役[96]
- 恋なんて、本気でやってどうするの?（2022年4月18日 - 6月20日、関西テレビ・フジテレビ系） - 真山アリサ 役[33]
- オクトー 〜感情捜査官 心野朱梨〜（2022年7月7日 - 9月8日、読売テレビ・日本テレビ系） - 主演・心野朱梨 役[34]
  - オクトー 〜感情捜査官 心野朱梨〜 Season2（2024年10月3日 - 12月12日、読売テレビ・日本テレビ系）[97]
- 何曜日に生まれたの（2023年8月6日 - 10月8日、朝日放送テレビ・テレビ朝日系） - 主演・黒目すい 役[36][98]
- あれからどうした 第1話「虚実の社員食堂」（2023年12月26日、NHK総合） - 山内陽菜 役[99]
- 万博の太陽（2024年3月24日、テレビ朝日） - 万田千夏 役[100]
- シバのおきて〜われら犬バカ編集部〜（2025年9月30日〈予定〉 - 、NHK総合） - 石森玲花　役[101]

### ウェブドラマ
- パパ活（2017年6月26日、全8話、dTV・フジテレビオンデマンド） - 主演・赤間杏里 役[102]
- ドクターY〜外科医・加地秀樹〜（2017年9月26日 - 10月31日、全6話、auビデオパス・テレ朝動画） - ヒロイン・清水怜子 役[72]
- 僕だけが17歳の世界で（2020年2月20日 - 4月2日、AbemaTV・AbemaSPECIALチャンネル） - 主演・今野芽衣 役（佐野勇斗とW主演）[103]
- 君と世界が終わる日に（Hulu） - 柊木佳奈恵 役
  - 君と世界が終わる日に Season2（2021年3月21日 - 4月25日）[104][105]
  - 君と世界が終わる日に Season3（2022年2月25日 - 4月1日）[106]
  - 君と世界が終わる日に Season5（2024年2月9日 - 3月8日） - 主演・柊木佳奈恵 役（玉城ティナとW主演）[107]
- 恋マジのウラ撮っちゃって、どうするの?（2022年4月18日 - 6月20日、GYAO!） - 真山アリサ 役[108]

### 映画
- スーパー戦隊シリーズ（東映）
  - 獣電戦隊キョウリュウジャーVSゴーバスターズ 恐竜大決戦! さらば永遠の友よ（2014年1月18日） - 弥生ウルシェード 役
  - 烈車戦隊トッキュウジャーVSキョウリュウジャー THE MOVIE（2015年1月17日） - キョウリュウバイオレットの声 役[109]
- 高台家の人々（2016年6月4日、東宝） - 三浦知紗 役
- MARS〜ただ、君を愛してる〜（2016年6月18日、ショウゲート） - ヒロイン・麻生キラ 役[19]
- きょうのキラ君（2017年2月25日、ショウゲート） - ヒロイン・岡村ニノン 役[20]
- 暗黒女子（2017年4月1日、東映 / ショウゲート） - 主演・白石いつみ 役（清水富美加とW主演）[110]
- 祈りの幕が下りる時（2018年1月27日、東宝） - 浅居博美 役[111]
- トラさん～僕が猫になったワケ～（2019年2月15日、ショウゲート） - ホワイテスト 役[112]
- いなくなれ、群青（2019年9月6日、KADOKAWA / エイベックス・ピクチャーズ） - ヒロイン・真辺由宇 役[26]
- 惡の華（2019年9月27日、ファントム・フィルム） - 常磐文 役[113]
- 夏の夜空と秋の夕日と冬の朝と春の風「冬のふわふわ」（2019年10月25日、ギグリーボックス） - 主演・菊池綾子 役[114][115][116]
- シライサン（2020年1月10日、松竹） - 主演・端紀 役[24]
- くれなずめ（2021年5月12日、東京テアトル） - 弘美 役[117]
- 岸辺露伴 ルーヴルへ行く（2023年5月26日、アスミック・エース） - ヒロイン・泉京香 役[118]
  - 岸辺露伴は動かない 懺悔室（2025年5月23日、アスミック・エース） - ヒロイン・泉京香 役[119]

#### 短編映画
- ジュリエット×2〜恋音ミュージカル〜（2014年5月29日、UULA） - 主演・樹里 役[注 7][120]
- CAST:（2019年7月31日） - 主演・LISA 役（emma、佐藤千亜妃とトリプル主演）[121]

### オリジナルビデオ
- スーパー戦隊シリーズ（東映）
  - 帰ってきた獣電戦隊キョウリュウジャー 100 YEARS AFTER（2014年6月20日） - 弥生ウルシェード 役
  - 王様戦隊キングオージャーVSキョウリュウジャー（2024年10月9日） - 弥生ウルシェード 役[122]

### 舞台
- 東京俳優市場 2010春 第2話『ヒトカケラ』（2010年4月30日 - 5月5日） - 岸田美月 役
  - 東京俳優市場 2011冬 第3話『蕨（わらび）』（2011年12月7日 - 11日） - 桃 役
- 東京03 FROLIC A HOLIC「何が格好いいのか、まだ分からない。」（2018年2月25日、日本青年館ホール） - 琴音 役
- タクフェス第7弾「流れ星」（2019年10月 - 12月）- 魔法使い・マリー 役[28]
- PARCO PRODUCE 2024「ハムレットQ1」（2024年5月 - 6月） - オフィーリア 役[123]
- 竹生企画第四弾「マイクロバスと安定」（2025年11月 - 12月〈予定〉）[124]

### 劇場アニメ
- 劇場版シティーハンター 〈新宿プライベート・アイズ〉（2019年2月8日、アニプレックス） - 進藤亜衣 役[125]
- 夏へのトンネル、さよならの出口（2022年9月9日、ポニーキャニオン） - 主演・花城あんず 役（鈴鹿央士とW主演）[35][126]
- ブラッククローバー 魔法帝の剣（2023年6月16日、松竹ODS事業室） - ミリー・マクスウェル 役[127][128]

### 吹き替え
- 名探偵ピカチュウ（2019年5月3日、東宝） - ルーシー・スティーヴンス〈キャスリン・ニュートン〉 役[129]
- トムとジェリー（2021年3月19日、ワーナー・ブラザース） - 鳩DJ、公園にいる女性 役[130]

### テレビアニメ
- ポケットモンスター（2019年 - 2020年） - ガルーラの子供、ミサキ 役[131]
- アニ×パラ〜あなたのヒーローは誰ですか〜 episode11（2020年） - 主演・中村凛 役（杉野遥亮とW主演）[132]

### ラジオ
- FMシアター　ラジオドラマ「嘘の秘密」（2018年3月17日、NHK-FM） - 主演・ゆかり 役[141]

### ミュージックビデオ
- alan「合唱 [懐かしい未来 〜longing future〜]」（2008年）
- [Alexandros]（発表時は[Champagne]）「涙がこぼれそう」（2013年1月22日）[142][143]
- Super Junior-K.R.Y.「Promise You」（2013年1月23日）
- BiSH「Life is beautiful」（2018年5月29日）[144]
- 瑛人「僕はバカ」（2020年12月9日）[145]
- RADWIMPS「TWILIGHT」（2021年7月23日）[146][147]
- アイナ・ジ・エンド「花無双」（2025年3月14日）[148]

### 新聞
- 学生新聞[149]

### 玩具
- 獣電戦隊キョウリュウジャー ガブリボルバー -MEMORIAL EDITION-（2024年6月27日）
- 獣電戦隊キョウリュウジャー ギガガブリボルバー -MEMORIAL EDITION- 10大獣電池セット（2025年6月23日）

## モデル活動

### ランウェイ
- 福岡コレクション2010『DoFamily』
- point spring collection
  - point spring collection 2012
  - point spring collection 2013
- Girls Award
  - Girls Award 2012 AUTUMN/WINTER
  - Girls Award 2013 AUTUMN/WINTER[150]
  - Girls Award 2015 SPRING/SUMMER（2015年）[151][152]
  - Girls Award 2015 AUTUMN/WINTER [153]
  - Girls Award 2016 SPRING/SUMMER [154]
  - Girls Award 2017 SPRING/SUMMER[155]
  - Girls Award 2017 AUTUMN/WINTER[156]
  - GirlsAward 2018 SPRING/SUMMER[157]
- 東京ガールズコレクション
  - 東京ガールズコレクション 2013 SPRING/SUMMER
  - 東京ガールズコレクション 2013 AUTUMN/WINTER
  - 東京ガールズコレクション 2016 AUTUMN/WINTER[158]
  - 東京ガールズコレクション 2017 SPRING/SUMMER
- a-nation x Girls Award island collection（2013年8月9日、代々木第一体育館前）
- シンデレラフェス Vol.2（2015年4月2日、国立代々木競技場第一体育館）[159]
- 関西コレクション 2015 SPRING/SUMMER（2015年）[160]

### イベント
- alan 3rd Single「懐かしい未来〜longing future〜」フリーイベント（2008年） - バックコーラス
- ニコ☆プチ×赤坂サカス T-LOVE COLLECTION（2009年）
- めちゃモテ×ニコ☆プチ ガールズコレクション2010秋
- ニコ☆プチJSガールズコレクション（2011年・2012年）
- 阪急ガールズブログ『シュガープリンセスルーム』 - モデルオーディション審査員
- キラット☆エンタメチャレンジ・コンテスト
- ニコラ読者開放日（2011年 - ）
- PINK‐latte×飯豊まりえスペシャルイベント（2013年8月9日、ららぽーと横浜 / 8月11日、イオンモールむさし村山 / 8月16日、ららぽーと豊洲）
- Galaxy World Tour 2015 TOKYO（2015年）[161]
- Seventeen夏の学園祭2015（2015年）[162]
  - Seventeen夏の学園祭2016（2016年）[163]
- 本のフェス（2017年3月12日、主催：本のフェス実行委員会 / 読売新聞社） - 「暗黒女子トークライブ」ゲスト出演[164]
- 丸の内警察署 1日署長（2017年10月16日、有楽町駅前地下広場）[165]
- ストップ、オレオレ詐欺 決起集会イベント[166][167]

## 作品

### シングル
- 懐かしい未来〜longing future〜（2008年7月2日、avex trax） - バックコーラス

## 書籍

### 雑誌連載
- ニコ☆プチ（2009年4月号 - 2011年6月号、新潮社） - 専属モデル
- ニコラ（2011年6月号 - 2014年5月号、新潮社） - 専属モデル
- Seventeen（2014年9月号 - 2018年7月号、集英社） - 専属モデル
- Oggi（2018年8月号 - 、小学館） - レギュラーモデル[15]。2019年5月号からは専属モデル[16]。
- MORE レギュラーモデル

### 新聞連載
- スポーツニッポン（2018年4月 - ） - 「飯豊まりえ マチメシ!」[198]

### ムック
- レピピアルマリオブランドおしゃれBOOK（2012年11月1日、新潮社）ISBN 4-10-790235-8
- girls!（37）（2012年11月26日、双葉社）ISBN 978-4-575-45334-8

### 写真集
- NO GAZPACHO（2018年1月5日、集英社、撮影：矢西誠二）ISBN 978-4-08-780831-5[199][200]
- かの日、（2023年8月23日、小学館、撮影：東京祐）[201] ISBN 978-4-09-682420-7

### カレンダー
- 飯豊まりえ 2020.4 - 2021.3 カレンダー（2020年2月22日、わくわく製作所）[202]

### 関連書籍
- 奥山由之『君の住む街』（2017年5月2日、スペースシャワーネットワーク）[203] ISBN 978-4-907435-97-4
- F.I.L.M.（2017年9月30日、東京ニュース通信社）[204] ISBN 978-4-86336-691-6